# Giulia Bigolina
Giulia Bigolina née à Padoue vers 1518 morte dans la même ville vers 1569 est une écrivaine et poétesse italienne.

## Biographie
Giulia Bigolina est la fille de Gerolamo Bigolin écrivain et Alvisa Soncin. Elle est née dans une famille noble liée à l'université de Padoue. Vers 1534, elle épouse Bartolomeo Vicomercato avec qui elle a trois enfants. Elle est en contact avec des intellectuels de Padoue, comme Sperone Speroni, Pierre l'Aretin et Titien. 
Elle est l'autrice de romans, de nouvelles et de poèmes. La correspondance avec Pierre l'Aretin en 1549 montre que ses œuvres sont appréciées par ses contemporains, . Les poèmes ont été perdus. Le roman Urania nous est parvenu. Elle est également l'autrice d'une nouvelle Giulia Camposampiero et Tesibaldo Vitaliani contenue dans une édition de 1794. Paul Oskar Kristeller a découvert un deuxième traité d'amour, A ragionar d'amore à la bibliothèque de Besançon. 
Elle est probablement morte en 1569 à Padoue.

## Urania
Urania raconte l'histoire d'un amour non partagé entre Urania et Fabio, amoureux d'une autre femme. Urania décide de fuir déguisée en homme de Salerne à Naples. Dans sa fuite, elle rencontre un groupe de cinq femmes avec qui elle discute d'amour. Ensuite, elle rencontre cinq hommes et leur parle de l'éducation des hommes et des femmes. Une copie manuscrite de ce roman est conservée à la Bibliothèque Trivulziana de Milan.
Urania est le premier long récit féminin en prose et le premier traité féminin de langue italienne. 

## Hommage

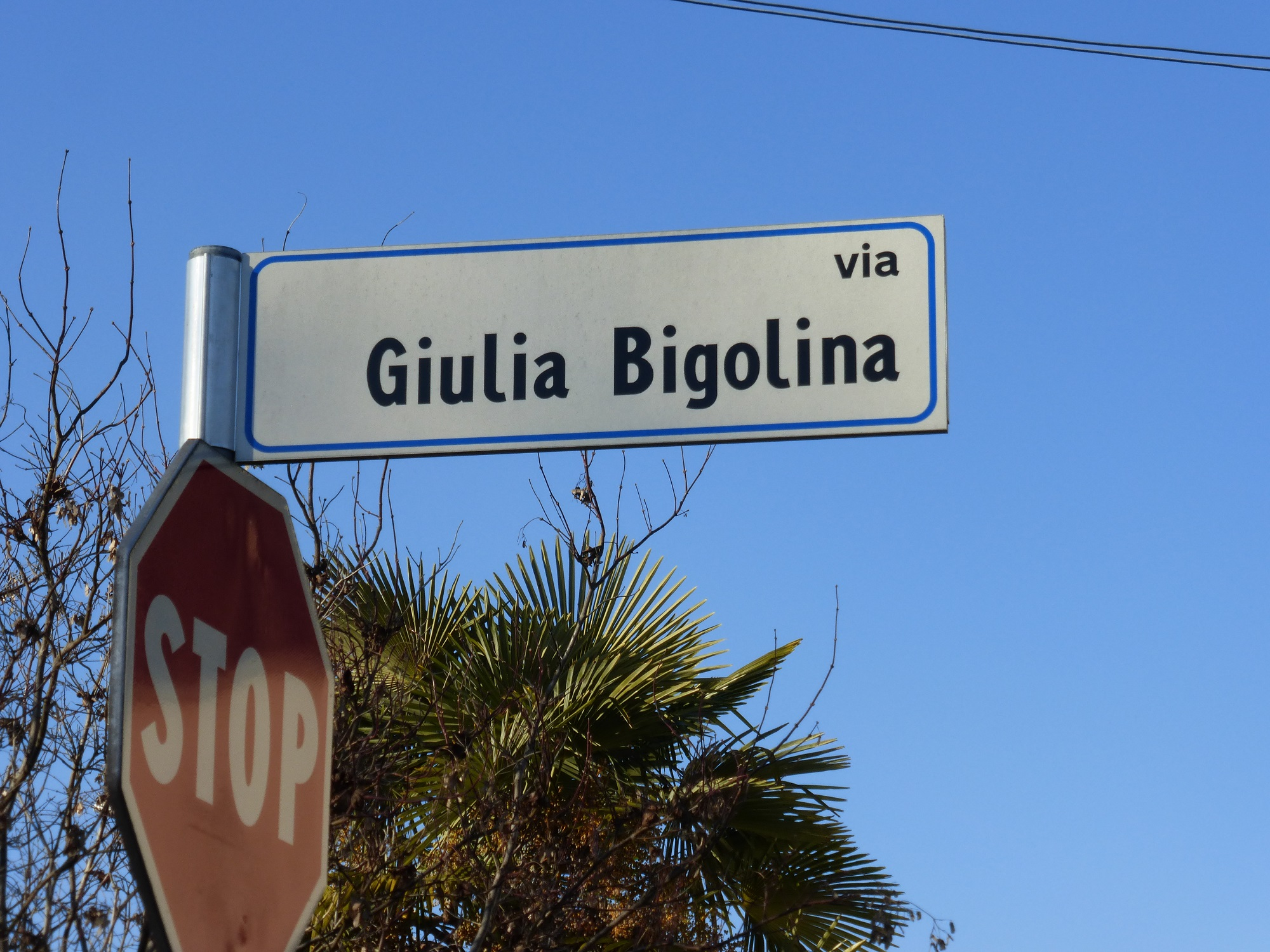
Citadelle. Via Giulia Bigolina

Une rue de Padoue et une rue de Cittadella portent son nom.